# Rasa del Prat
La Rasa del Prat és un torrent afluent per la dreta de la Riera de Llanera al Solsonès. que transcorre íntegrament pel terme municipal de Llobera. La seva xarxa hidrogràfica està constituïda per 3 cursos fluvials que sumen una longitud total de 3.818 m.